# Adolf Bartoszewski (rotmistrz)
Adolf Bartoszewski herbu Zadora – kwatermistrz dworu królewskiego w 1640, rotmistrz królewski w 1623 roku.